# 阿拉巴馬 (紐約州)
阿拉巴馬（英語：Alabama）是一個位於美國紐約州傑納西縣的鎮。

## 人口
根據2020年美國人口普查的數據，阿拉巴馬的面積為110.79平方千米，當中陸地面積為109.74平方千米，而水域面積為1.05平方千米。當地共有人口1602人，而人口密度為每平方千米14人。